# 11-я армия (Российская империя)

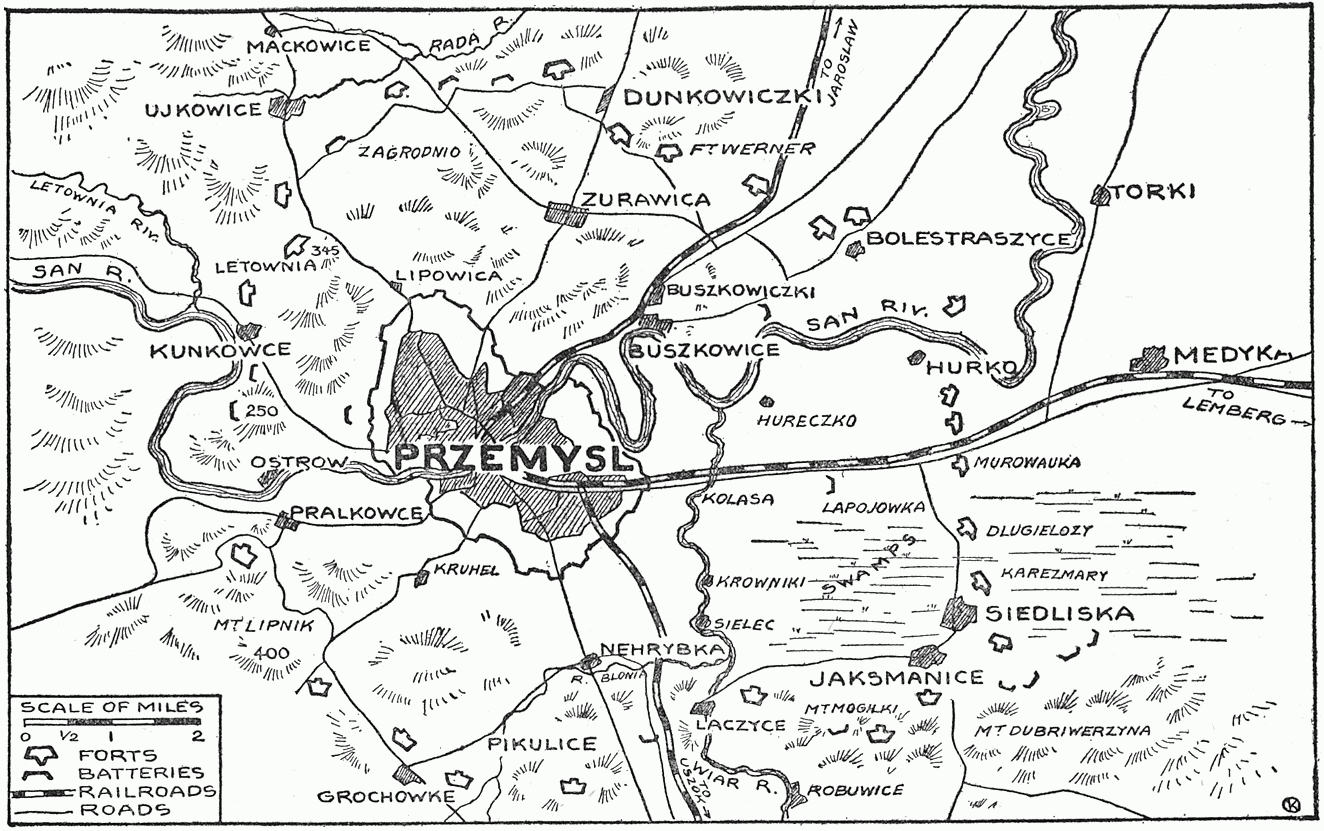
Оборонительные укрепления Перемышля, англо-саксонская схема.

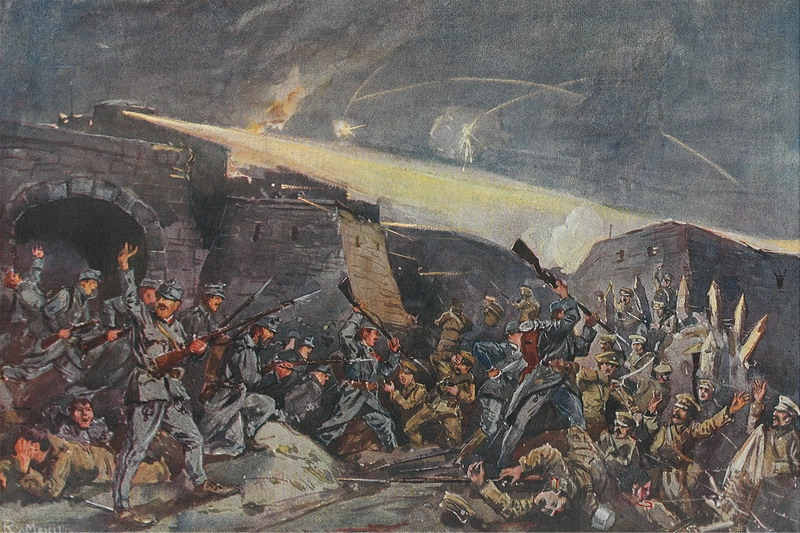
Картина, Русские войска штурмуют крепость Перемышль.

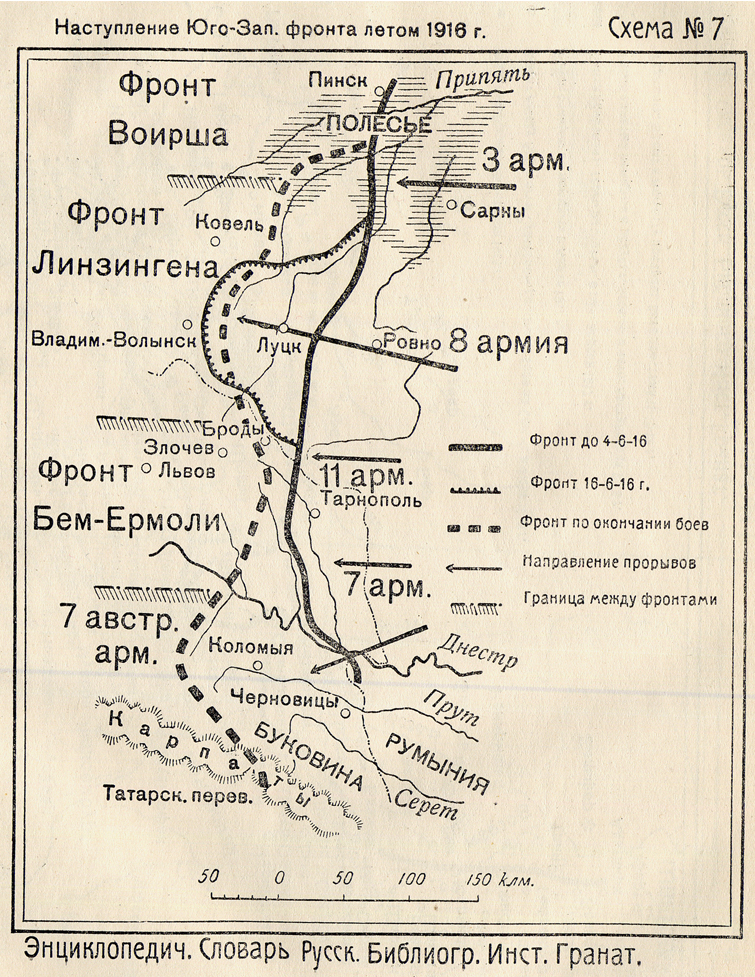
Схема наступления Юго-Западного фронта, лето 1916 года.

11-я армия, 11-я полевая армия (11 А, 11 ПА) — формирование (общевойсковое оперативное объединение, полевая армия) Русской императорской армии, во время первой мировой войны.
До 14 октября 1914 года именовалась Блокадной армией (Осадной армией), переименована в 11-ю армию, приказом по Юго-Западному фронту (ЮЗФ) № 155.

## Состав
Сформирована 17 сентября 1914 года в полосе Юго-Западного фронта в составе полевого управления (штаба), 28, 29, 30-го армейских корпусов и отдельных воинских частей, предназначенных для осады крепости Перемышль, в бою 5 марта личным составом Блокадной армии нанесено полное поражение полевым войскам перемышльской армии и взято в плен 107 офицеров, до 4000 нижних чинов и захвачено 16 пулемётов, много стрелкового и холодного оружия. После этого генерал Кусманек взорвал верки крепости, уничтожил боевые припасы и утром 9 марта сдался со своей армией (гарнизоном) в 125 000 человек при 1050 орудиях генералу Селиванову. По капитуляции крепости Перемышль сдались 9 генералов, 2300 офицеров и 122 800 нижних чинов. Офицерам было оставлено оружие, отобранное, однако, впоследствии, когда летом стали известны зверства врага над нашими ранеными. Русским комендантом крепости был на первых порах назначен генерал Артамонов, которого заменил затем генерал Дельвиг.

Разведка установила признаки наступления противника. На 3 и 8 армии (8 корпусов) падает задача удержать район свыше 200 вёрст, без возможности маневрировать, так как они связаны прикрытием блокады. Падение Перемышля не только возвращает свободу манёвра, но и дает возможность привлечь к полевым действиям войска Блокадной армии (5 пех. и кав. дивизию). Поэтому Командующий Галицийской группой решает ускорить падение крепости, предполагая, что эту операцию можно закончить в 4—5 дней до появления армий противника. Главкоюз одобрил это решение.— Русская армия в Великой войне: Стратегический очерк войны 1914—1918 г.г. Часть 2, Глава V. Операции в Галиции с 18 сент. (2 окт.) по 20 октяб. (2 нояб.). 3-я перегруппировка армий Галицийского фронта.
В разное время в неё входили 1-й и 2-й гвардейские, 5-й, 6-й, 7-й, 8-й, 17-й, 18-й, 22-й, 23-й, 25-й, 32-й, 45-й, 49-й армейские, 5-й Сибирский армейский, гвардейский кавалерийский, 3-й, 5-й и 7-й кавалерийские корпуса.
На конец 1917 года армия имела в своём составе:
- Полевое управление (штаб)
  - управление заведующего автомобильной частью армии, с 1915 года
  - управление начальников инженеров армии, с 6 февраля 1916 года
  - управление инспекторов артиллерии армии, с 5 марта 1916 года
  - отдел по демобилизации штаба армии, в 1917 году
  - в штаб армий был назначен военный комиссар Временного правительства, после Февральской революции 1917 года
- XXXII армейский корпус
- V Сибирский армейский корпус
- V армейский корпус
- XXV армейский корпус
- VI армейский корпус
- Гвардейский кавалерийский корпус

## Участие в боевых действиях
- 09.1914 — 09.03.1915 — осада и взятие крепости Перемышль
- 24 мая - 2 июня 1915 г. победа в Журавненской операции[4].
- 05.1915 — 10.1915 — отступление из Галиции
- середина и конец августа 1915 — два сильных контрудара у Збаража и на р. Серет по Южной германской армии, взяты свыше 40 000 пленных, 70 орудий, 165 пулемётов[5]
- 12.1915 — бои на реке Стрыпа.
- 05.1916-09.1916 — Брусиловский прорыв, львовское направление. Особо отличилась в Битве за Волынь[6].
- Участвовала в Июньском наступлении Юго-Западного фронта 1917 г.[7]
- 06.1917 — наступление на львовском направлении

На конец 1917 года штаб армии располагался в Проскурове. В январе — марте 1918 года армия была демобилизована, а затем расформирована.

## Командующие
- 21.10.1914 — 5.04.1915 генерал от инфантерии Селиванов, Андрей Николаевич;
- 5.04.1915 — 19.10.1915 генерал от инфантерии Щербачёв, Дмитрий Григорьевич;
- 25.10.1915 — окт. 1916 генерал от кавалерии Сахаров, Владимир Викторович;
- окт. 1916 — 20.12.1916 генерал от инфантерии Клембовский, Владислав Наполеонович;
- 20.12.1916 — 5.04.1917 генерал от инфантерии Баланин, Дмитрий Васильевич;
- 15.04.1917 — 21.05.1917 генерал-лейтенант Гутор, Алексей Евгеньевич;
- 22.05.1917 — 4.06.1917 генерал от инфантерии Федотов, Иван Иванович;
- 4.06.1917 — 9.07.1917 генерал от кавалерии Эрдели, Иван Георгиевич;
- 9.07.1917 — 19.07.1917 генерал от инфантерии Балуев, Пётр Семёнович;
- 19.07.1917 — 29.08.1917 и. о., генерал-лейтенант Рерберг, Фёдор Сергеевич;
- 9.09.1917 — 1.12.1917 генерал-лейтенант Промтов, Михаил Николаевич
- 12.12.1917 — 03.1918 генерал-лейтенант Токаревский, Владимир Константинович.